# Personaggi di Galactik Football
In questa voce sono presenti tutti i personaggi rilevanti che appaiono nella serie animata Galactik Football.

## Snow Kids
Il team degli Snow Kids è composto da:

### D'Jok
- Snow Kids: Attaccante (Capitano dalla Stagione 2)
- Paradisia: Capitano Team Paradisia (Stagione 3 fino alla fine del Torneo Paradisia dopodiché tornerà agli Snow Kids)

D'Jok è un quindicenne nato sul pianeta Akillian, da molti anni infestato dalla neve più perenne.  Non ha mai conosciuto i suoi veri genitori, sebbene nella prima stagione scopra che suo padre è ancora vivo e che si tratta di Sonny Blackburne (Hison), infatti vive da tempo con la chiaroveggente Maya, sua madre adottiva. D'Jok è socievole ma anche testardo. È il migliore amico di Micro-Ice, oltre che dei due gemelli Thran e Ahito. Come tutti i suoi amici, nutre una grande passione per il pallone, sebbene su Akillian il football sembra morto da ben quindici anni.
Quando l'ex capocannoniere Aarch, assieme al tecnico Clamp, viene attaccato nel bar-ristorante della madre di Micro-Ice, D'Jok, con l'aiuto dei suoi compagni, attraverso una serie di cross e dribbling, riesce a mettere fuorigioco gli scagnozzi assoldati da Artegor Nexus, nemico di Aarch. Questi allora propone a tutti e quattro di far parte di un nuovo team. Inizialmente D'Jok non riconosce Aarch, ma è Ahito il primo ad accorgersene. Così i ragazzi si precipitano fuori e si sottopongono volontariamente ad un test selettivo organizzato da Aarch in persona. D'Jok entra a far parte così del suo team, gli Snow Kids, assieme ai compagni che diventeranno suoi grandi amici, come attaccante. Difatti il suo numero di maglia è 9, nella Stagione 3 verrà ingaggiato dal Team Paradisia (squadra di sole ragazze) e diverrà il numero 6, finisce con il tradire gli SK (senza intenzione, lo fa perché viene ipnotizzato) per battere Ahito nei rigori della semifinale, dopo la distruzione di Paradisia lui sarà svincolato. Torna poi negli Snow Kids e realizza uno dei due gol della vittoria nella finale contro il Team Paradisia insieme a Sinedd.
- Abilità Personali

Il punto forte di D'Jok è la velocità di esecuzione e la precisione dei suoi passaggi e dei dribbling accurati, oltre che un tiro potente e sempre ben angolato, è il giocatore più veloce della squadra. Queste capacità vengono potenziate con lo sviluppo del Flusso di Akillian, ovvero l'ormai perduto Respiro. D'Jok è il più forte attaccante e il miglior giocatore della squadra.
- Carattere e Personalità

D'Jok è un ragazzo sempre sicuro di sé, testardo, che vuole sempre vincere e sentirsi al centro dell'attenzione, presuntuoso e arrogante, ma anche gentile, coraggioso e leale. D'Jok ha un carattere instabile che non gli permette sempre di essere franco e molte volte si monta troppo la testa, però è sempre fedele e pronto per gli amici. Il rapporto con Micro-Ice per esempio sembra quasi di fratellanza, ha una grande stima di lui e anche se a volte lo prende in giro, non lo fa mai seriamente. Con Sonny Blackbones, suo padre, il rapporto è molto solidale e amichevole, come con Rocket, sebbene con quest'ultimo ci sia più tensione.
Infine, con la sua ragazza Mei è dolce e disponibile. Il rapporto con l'eterno rivale Sinedd sembra turbarlo a volte, ma si dimostra sempre essere più abile dell'attaccante degli Shadows, il loro rapporto si appianerà e diverranno amici quando Sinedd tornerà in squadra, e insieme segneranno i gol della vittoria.

### Rocket
- Snow Kids: Centrocampista (Capitano nella Stagione 1 e nella stagione 3 dopodiché Aarch lascia la squadra a Rocket che diventa il nuovo allenatore)
- Centrocampista

Rocket ha sedici anni ed è stato contagiato dalla passione per il football sin da piccolo, sia dal padre che da Aarch, che incontrerà nella bottega del padre, riconoscendo che è suo zio anche se non lo vedeva da tempo. Norata, suo padre, è un fiorista, che ha cresciuto il figlio senza l'aiuto della madre. Infatti aveva sempre detto a Rocket che fosse morta anni addietro, quando poi Kira (la madre) era su Genesis Stadium, a lavorare sempre come commessa. Rocket ha sempre sofferto il fatto che suo padre odiasse il football e lo volesse come fiorista. Per questo motivo si è creato un proprio rifugio, ignoto a tutti, dove potersi allenare per conto suo. Viene a sapere casualmente delle selezioni di Aarch grazie a Tia, una ragazza a cui salverà la vita dopo un incidente. Tia lo convince a partecipare e i due si recano da Aarch, però prima che Rocket possa fare la sua prova, Norata interviene portandolo via. La sera seguente Rocket, con l'addestratore olografico, si allena e casualmente sia Aarch che Clamp lo notano. Così Aarch convince Norata a far entrare Rocket nella squadra. Il ragazzo entrerà come centrocampista e leader degli Snow Kids. All'inizio della seconda stagione è obbligato ad usare il flusso al di fuori del campo per salvare Tia, e per questo la federazione lo squalifica per alcuni mesi, durante i quali diventa campione di Netherball, per poi tornare in squadra, anche se non più nelle vesti di capitano. Nella stagione 3 diventa l'allenatore della squadra.
- Abilità Personali

Rocket è un giocatore unico. Come dice Bleylock, è fonte inesauribile di energia e di flusso, in quanto possiede il leggendario Respiro di Akillian. È un centrocampista indispensabile per mantenere equilibrio nel gioco di squadra degli Snow Kids. Oltre a questo, è veloce e ha un ottimo controllo di palla, inoltre le sue punizioni e i suoi tiri sono micidiali, in quanto precisissimi e sempre perfetti. Clamp lo classifica subito come bomber di Serie A, e poi come cecchino. È il giocatore più completo degli Snow Kids, sebbene, seppur di pochissimo, inferiore a D'Jok in attacco.
- Carattere e Personalità

Rocket sembra molto più stabile emotivamente. È sereno, tranquillo e concentrato sul campo, ma a volte aggressivo, specie nella sfera del Netherball. Rocket gode di autocontrollo, sebbene la sua famiglia sia caduta a pezzi e poi faticosamente rimontata. Molto spesso dà consigli alla sua squadra e sprona tutti, sebbene a modo suo. Non serba rancore ed è un bravo ragazzo.
Con il padre ha un rapporto dapprima "vuoto", e complicato, dopodiché più socievole. Con la madre sembra essere diffidente inizialmente e poi generoso, con lo zio Aarch invece tende ad essere ubbidiente e rispettoso, ma a volte ha qualcosa da ridire anche sul suo allenatore. Con Micro-Ice e D'Jok non ha niente di particolarmente amichevole, sono suoi amici e con loro va d'accordo, ma neanche troppo. Infatti questo trattamento speciale lo riserva a Tia, con cui è fidanzato. Infine, con Sinedd ha un rapporto simile a quello di D'Jok: repressivo e diffidente, anche se meno di D'Jok in quanto il numero 9 degli Snow Kids e Sinedd sembrano quasi odiarsi.

### Micro Ice
- Snow Kids: Attaccante
- Attaccante

Micro Ice ha quindici anni ed è il miglior amico di D'Jok, ma anche di Thran e Ahito. Micro Ice è famoso per cacciarsi spesso nei guai e la sfortuna sembra essere sempre dalla sua.  Ovviamente non si può tenere troppo lontano dai guai, infatti lui e i suoi amici salvano Aarch dallo stesso gruppo di malfattori. L'uomo, vedendo nei quattro un autentico talento calcistico, chiede loro se vogliono far parte di una squadra. Tutti sono decisamente entusiasti, eccetto Micro Ice, che alla fine sarà proprio quello che troverà l'accademia di Aarch. Tutto sommato il ragazzo non ha voglia di partecipare all'esercitazione, ma cambia radicalmente idea quando comparirà davanti a lui Mei, la ragazza di cui si innamorerà, comunque Micro Ice rimane il migliore attaccante degli Snow Kids dopo D'Jok.
- Abilità personali

Lui è l'ultimo a scoprire il respiro, ed anche un ragazzo molto impulsivo. Gioca meglio quando è scontroso che quando è tranquillo. È un ottimo attaccante, ed oltre a questo è il miglior dribblatore della squadra, nonché il più veloce; secondo Arch Micro Ice è una sorta di incognita, perché anche se apparentemente sembra il meno dotato fra i compagni, spesso sono state la sua capacità di pensare fuori dagli schemi e a compiere azioni di gioco improvvisate e altrimenti ridicole a far vincere la squadra laddove essa sembrava spacciata. È sempre distratto, specialmente nella seconda serie quando c'è Yuki in campo. È l'unico membro degli Snow Kids entrato in squadra per incertezza, nella terza stagione ha un atteggiamento più serio rispetto alle passate stagioni.
- Carattere e Personalità

Come già detto Micro Ice è molto impulsivo è si distrae troppo, specialmente nella seconda serie con Yuki e nella prima serie con Mei. Di quest'ultima è rimasto innamorato per tutta la serie e per colpa dei suoi piani litigherà con D'Jok, ma alla fine capirà che la dura Mei è un'insicura, e la tratterà come amica, aiutandola nella sua più grande impresa: dire "no" a sua madre. Mei, invece lo aiuterà dandogli lezioni di seduzione, che lui metterà in pratica con la figlia della guida al Genesis Stadium. Nella seconda serie con Yuki non servirà a molto, perché anche se è innamorata di lui, lo prenderà in giro, per poi fidanzarsi veramente. Nel corso della storia Tia diventerà la sua migliore amica, anche se nelle ultime puntate della prima serie, quando capirà che Mei è veramente innamorata di D'Jok dirà: "Io sarei dovuto essere il figlio di un pirata. Tu avresti dovuto amare me!", ma quando entra a conoscenza che anche il ragazzo contraccambiava gioisce per loro. Per colpa della sua impulsività lascerà i suoi compagni per divenire un pirata, ma finirà a fare il cameriere come Tia. Si vanta spesso di avere molte ammiratrici. Litiga spesso in modo comico con D'Jok e Mark.

### Mei
- Snow Kids: Difensore
- Shadows: Attaccante
- Difensore – Attaccante degli Shadow (Stagione 3)

Mei è la bella del gruppo ed è una grande esperta di moda. Ha 15-16 anni ed è difensore insieme e Thran, nonostante alle selezioni, sotto influsso della madre, volesse fare il provino per diventare attaccante. Proverà più volte a giocare in attacco ma, confrontando i risultati, deciderà di giocare in difesa. Durante la prima serie non è molto amata dal resto della squadra a causa del suo carattere freddo e distaccato. Essendo a conoscenza del debole che Micro-Ice ha per lei farà in modo di metterlo contro D'Jok, così da prendere il posto di uno dei due. Inaspettatamente, Mei finisce per invaghirsi di D'Jok, che la ritiene la causa dei litigi con Micro-Ice e dubita che una ragazza bellissima come lei possa realmente interessarsi ad uno come lui. Infatti le dice: "Ora che hai avuto ciò che volevi, la puoi smettere. Non sono mica così stupido da pensare che una come te possa interessarsi a uno come me!". Mei, sempre sotto costrizione della madre, diventa testimonial di molti prodotti a causa della sua bellezza, cosa che a lei non interessa minimamente. Tuttavia, non sapendo dire no alla madre, finisce col fare tutto quello che le dice. Grazie a Micro-Ice, tuttavia, imparerà ad anteporre le sue scelte a quelle della madre. Diventa la ragazza di D'Jok, il quale comprende di amarla veramente; nell'ultimo episodio della prima serie, alla consegna della coppa, si baceranno. Nella 3 stagione passerà agli Shadows e sarà la fidanzata di Sinedd, i due romperanno la relazione quando lei decide di tornare dai suoi amici, ma torneranno insieme quando anche Sinedd si unirà agli Snow Kids per diventare una persona migliore e rendere orgogliosi la sua ritrovata famiglia e la sorellina Sulia.
- Abilità personali

Nonostante la sua iniziale voglia di giocare in attacco, come attaccante è un disastro, dando risultati decisamente migliori in difesa. Viene molto sottovalutata perché è una ragazza e spesso, durante le partite contro gli Shadow, è messa a dura prova dal comportamento di Sinedd. Durante la seconda serie prende confidenza con Thran, con il quale compone un'ottima difesa. Il gol di vincita della finale della prima serie lo segna lei dalla difesa.
- Carattere e personalità

Mei ha un carattere apparentemente molto forte, ma è molto fragile e insicura, e per questo segue gli ordini della madre. Nella prima serie gioca molto con i sentimenti di Micro-Ice, apparendo a volte dolce a volte dura, e con quelli di D'Jok, mandando in confusione i due ragazzi, che non riescono a capire la sua vera personalità. Alla fine Micro-Ice diverrà il suo migliore amico e gli insegnerà l'arte della seduzione; in cambio, il ragazzo l'aiuterà a ribellarsi alla madre. Nella seconda serie diverrà molto più dolce. Tenterà di divenire amica di Tia, ma si rivelerà essere un'impresa assai difficoltosa, poiché la ragazza sarà molto presa dalla situazione del fidanzato, Rocket. Tuttavia impegnandosi molto vi riuscirà. Con Yuki questo non si rivelerà necessario, dato il carattere estroverso della ragazza.

### Ahito
- Snow Kids: Portiere
- Primo Portiere
- Abilità Personali

Trova il nome alla squadra, portiere che gode di fama mondiale e di una grande reattività. Fra i pali è molto agile nonostante ciò non viene chiamato all'All stars games. A lui viene preferito il portiere dei Rikers, nella terza stagione l'All stars games viene fatto in 2 squadre e Ahito è convocato, dopodiché si scopre che ha l'abilità di creare il Respiro. Ahito è il miglior portiere della lega anche se nella prima stagione dormiva spesso.
- Carattere e Personalità

Dorme spesso anche in campo, ma nonostante ciò para anche mentre dorme; nella seconda stagione subisce la malattia 2 volte (all'inizio e dalla semifinale alla finale dopodiché si libera della malattia parando un Rigore a Luur nella Finale e nella terza stagione non ha più la malattia).

### Thran
- Snow Kids: Difensore
- Difensore
- Abilità Personali

Leader di difesa, collante e reattivo (esperto di tecnologia).

### Tia
- Centrocampista-Capitano (nella 3ª stagione, quando Rocket diventa allenatore)

Tia è la prima a manifestare il leggendario Respiro di Akillian. Trascina Rocket alle selezioni di Arch e partecipandovi. Diventerà una buona amica sia di Mei che di Yuki. Diventerà immediatamente titolare. Abbandonerà la squadra diverse volte, ma ritornerà sempre, non tradendo mai gli Snow Kids per qualcun altro. È l'unica che riuscì a dissuadere Rocket dal continuare a giocare a Netherball. nella terza stagione diventerà capitano degli Snow Kids
- Abilità Personali

È dotata di tiri di testa formidabili, che quasi sempre centrano la porta, lasciando spiazzato il portiere. Riesce a guarire completamente anche da gravi problemi fisici riscontrati durante le partite.
- Carattere e Personalità

Ha un carattere molto solitario. Non è socievole, e solo dopo molto tempo riesce a diventare amica dei suoi compagni di squadra. È molto protettiva nei confronti di Rocket, ed in generale è affettuosa con gli amici più stretti. Si accorgerà di essere follemente innamorata di Rocket, con cui si fidanzerà. Riserva affetto, ma soprattutto amore, per le persone che secondo lei meritano davvero questi sentimenti.

### Yuki
- Secondo Portiere (Nella Stagione 3 passa agli Elektras)
- Abilità Personali

riesce a trovare il Respiro nella partita dei quarti di finale quando sostituisce Tia come centrocampista e segna il suo primo gol di testa. Nella terza stagione passa nel team degli Elektras
- Carattere e Personalità

una che sa cavarsela da sola

### Mark
- Centrocampista
- Abilità Personali

trova il respiro negli ottavi di finale quando segna il gol della vittoria
- Carattere e Personalità

scherza sempre con D'jok e Micro-ice.

### Sinedd
- Numero: 11
- Flusso: Smog
- Squadra: Shadows (Snow Kids verso la fine della terza stagione)
- Ruolo: Punta/attaccante
- Altri ruoli: ex giocatore degli Snow Kids, e giocatore e gestore del Netherball
- Età: 16 (Stagione 1) 20 (stagione 2) 21 (stagione 3)
- Fisico: Alto, magro e in forma. Occhi neri, moro con carnagione chiara.

Storia
Nato su Akillian, Sinedd è un orfano che ha perso i suoi genitori in una guerra provocata dai flussi, motivo per cui diventa meno socievole e non rispetta le altre persone. Nella sua prima apparizione, si scopre che lui aveva rubato i biglietti a Micro-Ice per l'incontro dei Red Tigers contro i Rikers. Poco dopo partecipa alla selezione di Arch per far parte della nuova squadra, dopo denominata Snow Kids. Viene preso nella squadra ma, non trovandosi a suo agio e litigando sempre con i compagni, lascia la squadra e incontra Artegor, sotto la cui assistenza riesce a diventare la stella degli Shadows. Alla fine le due squadre riescono ad arrivare fino alla finalissima della Galactik Football Cup vinta dagli Snow Kids. Nella seconda serie si trova ad affrontare molti problemi, tra cui la perdita del flusso degli Shadows (lo Smog), il quale porta dolore di astinenza a Sinedd e ad Artegor (che viene aiutato da Arch e per un periodo diventa allenatore in seconda degli Snow Kids); quando il Flusso poi ritorna, gli Shadows hanno ormai perso l'opportunità di vincere la Galactik Football Cup. Altro problema è l'occupazione del Netherball a nome di Harris, che cerca tutti i migliori giocatori da tutta la galassia per farli giocare l'uno contro l'altro, senza regole, nella "Sfera". Anche Sinedd partecipa ad una partita contro Rocket (ex capitano degli Snow Kids) e perde. Nelle due serie continua a provare grande disprezzo contro tutti gli Snow Kids, ma soprattutto contro D'Jok. Nella finale della terza serie, Sinedd, grazie alla madre adottiva di D'Jok, ritrova i suoi veri genitori, i quali lo credevano morto e si trovavano in un pianeta disperso insieme alla loro figlia, Sulia. Dopo che i tre lasciano il vecchio pianeta e ricompongono la famiglia con Sinedd, Rocket invita quest'ultimo a tornare negli Snow Kids, e questi, volendo rendere fiera la famiglia ritrovata, e anche realizzare il sogno della sorellina di vederlo giocare, torna negli Snow Kids come riserva in tempo per la finale contro il Team Paradisia, facendo anche pace con D'Jok. Il suo apporto alla squadra sarà fondamentale perché realizzerà l'assist a D'Jok per l'1-1 e, su assist di quest'ultimo, segnerà il gol della vittoria con una rovesciata siglando il punteggio finale di 2-1 per gli Snow Kids. Tornerà anche insieme a Mei (la quale aveva lasciato D'Jok all'inizio della terza serie a causa dei problemi tra loro per poi unirsi agli Shadows e mettersi con Sinedd, poi lasciato quando Mei decide di tornare dai suoi amici) e insieme ai suoi compagni inizia ad allenare i bambini che vogliono diventare dei campioni, tra cui la propria sorella Sulia (che già possiede il Respiro di Akillian) ma una volta entrati nel simulatore olografico, qualcosa va storto e i bambini, oltre a Micro-Ice e Mei, scompaiono nel nulla.
Stile e modalità di gioco
Sinedd è sicuramente un giocatore che preferisce il gioco offensivo, ma nonostante questo si vede spesso tornare in difesa e recuperare palla per poi attaccare. Spesso Sinedd, con il suo gioco individualista, porta la sua squadra alla vittoria. È sicuramente uno dei migliori giocatori, veloce, abile nel dribbling, dotato anche di un tiro potente e preciso che gli consente spesso di segnare molti goal. È ambizioso, testardo, superbo e odioso nei confronti degli altri calciatori a causa della sua infanzia triste, in particolar modo degli Snow Kids, e questo lo porta a uno stile di gioco particolarmente duro, falloso e scorretto, stile che cambierà quando tornerà con gli Snow Kids e deciderà di diventare una persona migliore, trovando un'eccellente armonia con i compagni (in particolare proprio con D'Jok) e con il Respiro. Suoi l'assist e il gol del pareggio e della vittoria degli Snow Kids contro il Team Paradisia nella finale.

### Lun Zia
(Difensore, N° 10) Nuovo acquisto nella Stagione 3 (Dopo il Torneo Paradisia verrà ingaggiata dagli Wambas)
Lun-Zia è una giocatrice nata sul pianeta Wambas, reclutata da Aarch per soddisfare i requisiti di ingresso del Torneo interdetto su Paradisia, che richiede alle squadre in gara di avere giocatori con flussi diversi.
Lun-Zia occupa il posto lasciato da Mei passata agli Shadows. Lei è notata sia da Aarch e sia da Artegor durante una partita su Paradisia e dopo una breve prova è entrata a far parte degli Snow Kids. Lascia la squadra prima della Galactik Football Cup perché non riesce a usare il Respiro e viene reclutata dagli Wambas, ma resta in ottimi rapporti con gli Snow Kids.

### Equipe

#### Aarch
È l'allenatore Degli Snowkids.
Aarch è nato ad Akilian ed è cresciuto con il fratello Norata nel fioraio di suo padre. I due erano molto vivaci fin dall'infanzia e si mostrarono abili giocatori di Galactik Football, così in giovane età entrarono negli Akilian. Qui Aarch conosce Artegor e Addim, che sarà il suo più grande amore. Durante una partita contro gli Shadows nello stadio di Akilian a causa dell'esplosione del Metaflusso che ghiaccia il pianeta, la partita viene fermata e Norata perde una gamba; Con lo stadio e l'intero pianeta in pessime condizioni, il sogno degli Akilian finisce. Artegor entra nella squadra degli Shadows convincendo anche Aarch offrendoli la possibilità di un sogno che stava quasi accantonando. Così i due vanno via. Ed Aarch perde il rispetto di suo fratello Norata che verrà a breve abbandonato dalla moglie e metterà fine alla sua relazione con Addim. Aarch ed Artegor diventano un duetto fenomenale ed imparano ad usare lo smog. Aarch raggiunge un livello incredibile, ma al picco delle sue capacità lo smog sopraffa durante una partita con dei Cyclops
, nonostante il fatto che Aarch fosse in punto di morte viene miracolosamente salvato da Dame Simbai, membro della società del flusso. Dopo la brutta avventura Aarch abbandona gli Shadows, procurandosi l'odio dall'ex-migliore amico Artegor e sparisce dalla scena per 15 anni. Fa ritorno ad Akilian con un suo amico, scienziato, di nome Clamp. I due hanno in mente di mettere su una nuova squadra per Akillian capace di vincere la Galactik Football Cup, cosa che fanno. Così Aarch con i suoi Snowkid, arruola come medico la sua amica Simbai che risiedeva ancora nel pianeta Wamba e si ritrova ad affrontare il suo ex-amico Artegor allenatore degli Shadows (Ex-Allenatore dei Red Tiger) pronto per portare i suoi giocatori alla Galactik Football Cup. È ormai pronto a riconquistare la fiducia del fratello Norata, l'amore di Addim e dare una speranza ad 8 giovani tra cui il nipote Rocket.

#### Dame Simbai
Simbai è un membro della società del flusso. Per molto anni ha risieduto nel pianeta Wambas. Simbai cura Aarch dopo il suo avvelenamento da flusso e rincontra il vecchio amico, quando lui porta la sua nuova squadra sul pianeta Wambas. Simbai diventa medico del gruppo.

#### Clamp
È il tecnico degli Snowkids. Era in origine il collaboratore di Sonny Blackbones, ed insieme i due avevano inventato il metaflusso.

## Team Paradisia
- Nikki (Attaccante, n° 4) – Capitano
- Nina (Attaccante, n° 8)
- Kim (Difesa, n° 2)
- Aya (Difesa, n° 9)
- Jane (Centrocampo, n° 5)
- Alisa (Centrocampo, n° 3)
- Alca (Portiere, n° 1)

sembrano ragazze comuni ma sono cyborg

## Altri giocatori
- Luur (attaccante e capitano degli Xenons)
- Warren (attaccante e capitano dei Lightnings)
- Kernor (portiere e capitano dei Rykers)
- Stevens (capitano dei Pirates)
- Wooamboo (capitano dei Wamba)
- Lun Zaera (attaccante dei Wamba)
- Akkamuk (capitano dei Cyclops)
- Nihilis (difensore degli Shadows)
- Senex (portiere degli Shadows)
- Shalmel (attaccante dei Rykers)
- Shekmut (difensore Rykers)
- Yewan (capitano dei Red Tigers)

## Altri personaggi
- Sonny Blackbones (capo dei pirati e padre di D'jok)
- Corso (vicecapo dei pirati, quando non c'è Sonny gestisce lui le attività dei pirati)
- Artie (pirata, tifoso di Micro-Ice)
- Bennett (pirata, esperto di tecnologia)
- Duke Maddox (capo dei Technoid)
- Magnus Blade (Loord Primus/Phoenix) (allenatore Team Paradisia, ex capo dei pirati nel passato)
- Addim (presidente della lega del Galactick Football, successivamente lascerà la lega per rimettersi con Aarch dopo circa 20 anni)
- Brim Seambra (capo della Società del Flusso, nella terza stagione lascerà il posto ad un altro della società perché lo credono morto, ma successivamente ritornerà)

## Staff commentatori
- Callie Mystic
- Nork
- Barry
- Ron Zaera (appare dalla terza stagione, ed è il primo Ryker maschio apparso)
- Artegor Nexus (dalla terza stagione, dopo il torneo su Paradisia)

## Antagonisti
- Bleylock: in passato aveva assunto Sonny Blackbones (I'son) e Clamp (Lobnor) per scoprire un flusso sintetico chiamato "Metaflusso" per far giocare i Technodroid (robot calciatori) allo stesso livello delle altre squadre di GF. Quando però volle usarlo per dominare la galassia, I'son e Lobnor fuggirono dai Technoid. Lobnor venne catturato e gli venne cancellata la memoria, mentre I'son perse la moglie nella fuga, ma causò accidentalmente la glaciazione di Akillian per via di un attacco nemico e divenne poi un pirata. 15 anni dopo Bleylock cerca di ricostruire il Metaflusso insediato negli Snow Kids, ma Sonny Blackbones e i suoi pirati riescono ad impedire un'altra catastrofe e Bleylock precipita da 50 piani del palazzo della Technoid e viene dato per morto. Torna però nella seconda stagione metà umano e metà cyborg e assume Harris per creare i Dispositivi di Flusso; quest'ultimo però tradisce Bleylock dopo aver scoperto che questi intendeva distruggere Genesis e uccidere tutti i presenti nel pianeta, e blocca i razzi della sua navicella. Essendo i portelli di lancio bloccati, la navicella esplode e lui muore nell'esplosione del flusso che colpisce il Genesis Stadium (distruggendo solo il campo dello stadio)
- Baldwin: collaboratore di Bleylock, verrà in seguito arrestato da Duke Maddox. Compirà però un gesto positivo chiedendo a Sinedd di non cercare di mettere sulla coppa della GF Cup il dispositivo che avrebbe distrutto tutti i flussi, salvando il Galactik Football. Probabilmente gli è stato concesso un trattamento più generoso per quel gesto.
- Vega: appare nella terza stagione ed è la collaboratrice di Lord Primus, ma in realtà è una collaboratrice di Harris per prendere tutto il Multiflusso dal Pianeta Paradisia che era stato preso inizialmente dal Netherball del Genesis Stadium.
- Harris: appare nella seconda stagione assunto da Bleylock per costruire i dispositivi di Flusso dal Netherball. È l'assistente di Duke Maddox, ma alla fine tradirà Bleylock per prendersi i dispositivi di Flusso. Nella terza stagione diventa l'antagonista principale e distrugge Paradisia facendolo diventare instabile. Si scopre in seguito che vuole la Coppa della GF Cup e per questo ha minacciato la società del flusso ad accelerare l'inizio della competizione, ma viene fermato dai pirati e da Lord Primus (la cui vera identità è quella di un pirata molto temuto) e si perde nello spazio insieme a Vega.